# Klasea cerinthifolia
Klasea cerinthifolia là một loài thực vật có hoa trong họ Cúc. Loài này được (Sm.) Greuter & Wagenitz mô tả khoa học đầu tiên năm 2003.